# Eurata jorgenseni
Eurata jorgenseni är en fjärilsart som beskrevs av Orfila 1931. Eurata jorgenseni ingår i släktet Eurata och familjen björnspinnare. Inga underarter finns listade i Catalogue of Life.